# Tommy Smith (voetballer, 1990)
Thomas Jefferson "Tommy" Smith (Macclesfield, 31 maart 1990) is een Nieuw-Zeelands voetballer die bij voorkeur als centrale verdediger speelt.

## Clubcarrière
Smith speelde in de jeugd voor Crewe Alexandra, het Nieuw-Zeelandse North Shore United en Ipswich Town. In augustus 2007 tekende hij zijn eerste profcontract. In 2008 werd hij uitgeleend aan Stevenage. Op 9 augustus 2008 debuteerde de centrumverdediger op achttienjarige leeftijd in de Football League Championship tegen Preston North End. In 2010 werd hij uitgeleend aan Brentford. Op 7 augustus 2010 maakte hij zijn eerste treffer tegen Middlesbrough. In 2011 werd Smith kort uitgeleend aan Colchester United.

## Clubstatistieken
| Seizoen | Club                   | Land             | Competitie          | Wed. | Doelp. |
| ------- | ---------------------- | ---------------- | ------------------- | ---- | ------ |
| 2007/08 | Ipswich Town FC        | Engeland         | Championship        | 0    | 0      |
| 2007/08 | → Stevenage FC         | Engeland         | National League     | 15   | 0      |
| 2008/09 | Ipswich Town FC        | Engeland         | Championship        | 2    | 0      |
| 2009/10 | Ipswich Town FC        | Engeland         | Championship        | 14   | 0      |
| 2009/10 | → Brentford FC         | Engeland         | League One          | 8    | 0      |
| 2010/11 | Ipswich Town FC        | Engeland         | Championship        | 22   | 3      |
| 2010/11 | → Colchester United FC | Engeland         | League One          | 6    | 0      |
| 2011/12 | Ipswich Town FC        | Engeland         | Championship        | 26   | 3      |
| 2012/13 | Ipswich Town FC        | Engeland         | Championship        | 38   | 3      |
| 2013/14 | Ipswich Town FC        | Engeland         | Championship        | 45   | 6      |
| 2014/15 | Ipswich Town FC        | Engeland         | Championship        | 44   | 5      |
| 2015/16 | Ipswich Town FC        | Engeland         | Championship        | 45   | 2      |
| 2016/17 | Ipswich Town FC        | Engeland         | Championship        | 10   | 0      |
| 2017/18 | Ipswich Town FC        | Engeland         | Championship        | 3    | 0      |
| 2017/18 | Colorado Rapids        | Verenigde Staten | Major League Soccer | 33   | 4      |
| Totaal  | Totaal                 | Totaal           | Totaal              | 311  | 26     |

## Interlandcarrière
Smith werd geboren in het Engelse Macclesfield en verbleef tijdens zijn jeugd in Nieuw-Zeeland wat hem de dubbele nationaliteit opleverde. Hij speelde voor diverse Nieuw-Zeelandse nationale jeugdelftallen. Op 3 maart 2010 debuteerde hij voor Nieuw-Zeeland in een vriendschappelijke interland tegen Mexico. Enkele maanden later nam hij met Nieuw-Zeeland deel aan het WK 2010 in Zuid-Afrika. Smith nam in juni 2017 met Nieuw-Zeeland deel aan de FIFA Confederations Cup in Rusland, waar in de groepsfase driemaal werd verloren.